# Bandar Seri Begawan
Pour les articles homonymes, voir BSB.
Bandar Seri Begawan (en jawi : بندر سري بڬاوان ou BSB) est la capitale, la plus grande ville du Brunei et le chef-lieu du district de Brunei-Muara. En 2011, la ville est peuplée d'environ 140 000 habitants, ce qui en fait également la ville du Brunei la plus peuplée.

## Étymologie
Le nom d’origine de la ville avant le 5 octobre 1970, date à laquelle elle fut rebaptisée par Omar Ali Saifuddien III, le père de l’actuel sultan, était Bandar Brunei. Le premier terme, Bandar (بندر) signifie en persan, « port » ou « havre » et a été introduit dans la région via les langues indiennes, pour désigner une « ville » en malais. Les mots de Seri et Begawan viennent du sanskrit : le premier est l’équivalent de terme Sri, titre de vénération donné aux dieux hindous, qui avait à la base une signification d'émanence, de radiance, de diffusion lumineuse ; le second procède du terme bhagavān (भगवान) signifiant « dieu ». Sri Bhagwan peut donc être traduit par « le béni », ainsi « Bandar Seri Begawan » est la « ville bénie ».

## Géographie
Situé au Nord-Est du Brunei, sur Bornéo, au Nord de la Malaisie, à 20 km des côtes de la mer de Chine, la ville était à l'origine bâtie sur l'eau. Aujourd'hui, les quartiers modernes sont construits sur la terre ferme et la ville est devenue une mosaïque bigarrée où les maisons sur pilotis côtoient autoroutes et buildings en béton. Au-delà du fleuve Brunei, vers le sud, s'étend la cité lacustre de Kampong Ayer, qui empiète d'environ 500 mètres sur la mer.
Le district de Brunei-Muara, qui s'étend sur 563 km, est le plus petit des districts de l'ouest du Brunei et abrite Bandar Seri Begawan. La région contraste fortement avec le district montagneux de Temburong à l'Est, caractérisé par des collines basses, des plaines côtières marécageuses et d'étroites vallées alluviales le long des rivières clés. Entre Tutong et la capitale, les collines se rapprochent de la côte, tandis que les plaines côtières autour de Bandar Seri Begawan restent basses et marécageuses, notamment au sud. Le territoire du Brunei est divisé par le district de Limbang au Sarawak, qui a historiquement servi d'arrière-pays naturel de la capitale jusqu'à sa cession au Sarawak en 1890. La ville est facilement accessible depuis Bukit Kota, une colline de 133 mètres près de la limite orientale de la zone ouest de Brunei, tandis que les émissions de télévision étaient transmises depuis la colline voisine de Subok.

## Histoire
Bandar est habité depuis le VIIe siècle, sur l'île de Kampong Ayer, cœur historique actuel de la capitale. Au XVIe siècle, alors que le Brunei occupe une place importante sur l'île de Bornéo, la région était la proie des pirates.
En 1906, la ville s'établit autour de Kampong Ayer, sur les conseils du premier résident anglais au Brunei, McArthur. La ville devient officiellement la capitale du pays en 1920 et le gouvernement de l'époque s'y installe l'année suivante.
Le Brunei passe sous possession japonaise pendant la seconde guerre mondiale, une grande partie de la ville a été détruite par les bombardements alliés. La prospérité de l'État permet une reconstruction rapide de la capitale.
En 1956, la superficie officielle est de 12,87 km2, ce qui correspond à peu près aux 6 mukims centraux ainsi qu'au mukim de Kianggeh.
La ville, qui s'appelait Bandar Brunei ou Brunei Town, est rebaptisée en 1970 Bandar Seri Begawan en l'honneur du père du sultan, Sir Omar Ali Saifuddien III.
En 2007, le sultan Hassanal Bolkiah réorganise les limites de la ville faisant ainsi passer sa superficie à 100,36 km2.

## Économie
La ville comporte des industries textile, de fabrication de meubles et d'exploitation du bois. Le principal marché de la ville est celui de Tamu Kianggeh situé sur le fleuve homonyme dans le centre-ville. On y trouve essentiellement des étals d’artisanat ainsi que des marchands de crevettes, de fleurs, de fruits et de légumes. Le complexe Yayasan est le plus grand centre commercial du pays. Il est situé juste à côté de la mosquée Omar Ali Saifuddin.

## Population
D'après le dernier recensement officiel d'août 2001, la ville était peuplée de 27 285 habitants. À la suite de l'extension des limites de la ville jusqu'à l'aéroport en 2007, un certain nombre de villages ont été rattachés à la capitale tels que Beribi, Kiarong et Mata-Mata à l'ouest, Madewa au sud, Subok, à l'est ou encore Manggis au nord. La ville de Bandar Seri Begawan compte désormais 140 000 habitants (2011), tandis que son agglomération comprend environ 200 000 habitants(2011).
La ville de Bandar Seri Begawan s'étend sur douze mukims (districts) : Kianggeh, Gadong B, Kilanas, Berakas A, Berakas B, Kota Batu, Sungai Kedayan, Tamoi, Burong Pingai Ayer, Peramu, Saba et Sungai Kebun. Les mukims de Sungai Kedayan, Tamoi, Burong Pingai Ayer, Peramu, Saba et Sungai Kebun correspondent à la cité historique de Kampong Ayer ainsi qu'aux rives du fleuve Brunei et Kedayan. Kampong Ayer est peuplé de 39 000 habitants.

## Monuments
Les principaux monuments de la ville sont :
- le Istana Nurul Iman, résidence officielle du sultan.
- le Royal Ceremonial Hall.
- le Royal Regalia Building.
- la Mosquée Omar Ali Saifuddin, construite en 1958, comporte un dôme géant doré. Grandiose, elle est bâtie avec les plus beaux et les plus coûteux matériaux du monde : les marbres viennent d'Italie, les granits roses de Shanghai et les vitraux de Londres. Jusqu'en 1995, elle était la seule mosquée au monde à être dotée d'un ascenseur.
- la Mosquée Jame'-Asr-Hassanil-Bolki.
- le Musée de la technologie malaise (Malay Technology Museum), présente des expositions sur l'architecture des villages sur pilotis.
- le Centre d'histoire du Brunei (Brunei History Center).

## Transports
Bandar Seri Begawan possède un aéroport international (code AITA : BWN).
L'aéroport est desservi par l'autoroute Lebuhraya Sultan Hassanal Bolkiah, d'une longueur de 11 km, qui relie le centre-ville aux quartiers nord.

## Personnalité liée à la ville
- Pengiran Anak Sarah (1987-), princesse héritière du Brunei.